# 馬布爾黑德 (麻薩諸塞州)
馬布爾黑德（英語：Marblehead）是一個位於美國麻薩諸塞州艾塞克斯縣的鎮。

## 人口
根據2020年美國人口普查的數據，馬布爾黑德的面積為50.71平方千米，當中陸地面積為11.37平方千米，而水域面積為39.34平方千米。當地共有人口20441人，而人口密度為每平方千米403人。